# أكاش (صاروخ)

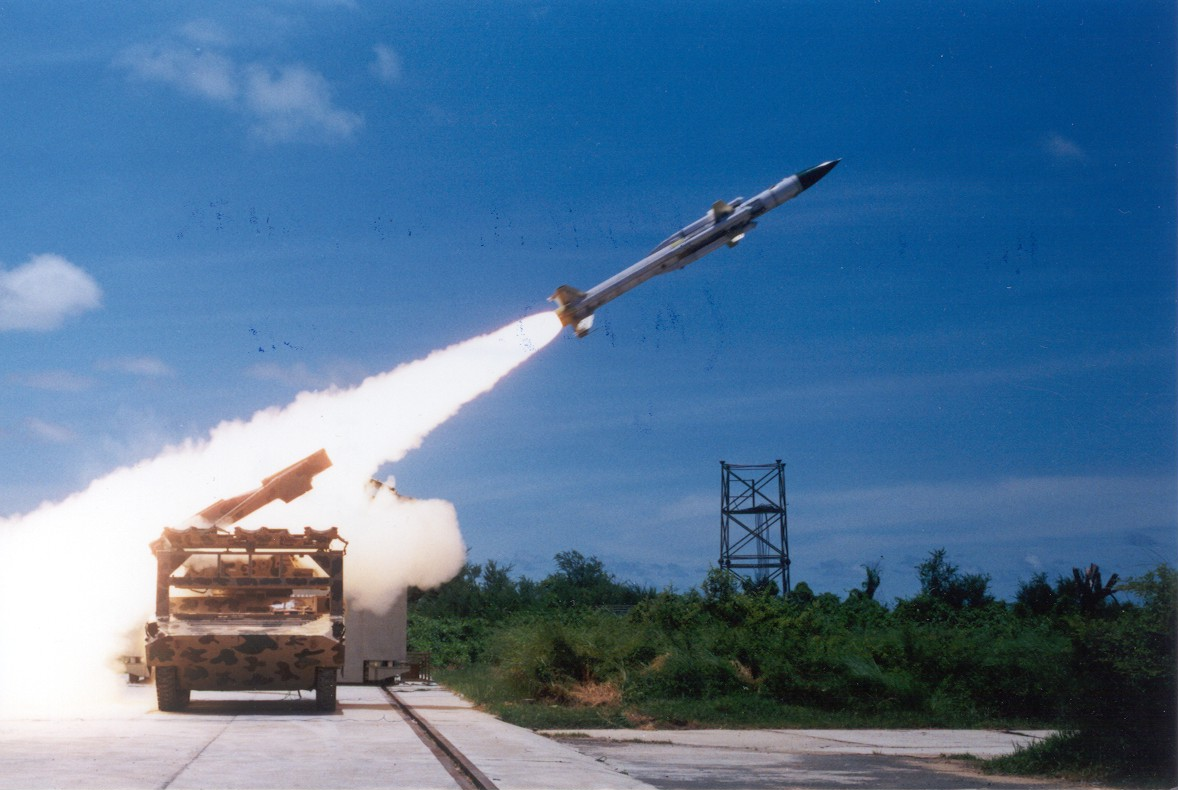
تجربة إطلاق لصاروخ أكاش في تشاندبور، أوريسا.

أكاش هو صاروخ هندي متوسط المدى أرض جو وضعته منظمة الأبحاث الصاروخية الهندية ويمكن أن يصل مداه إلى 30 كيلو ويصل ارتفاعه إلى 18000 ويمكن إطلاقه من عربات مجنزرة وعربات بعجلات ويمكن تزويده براس نووي حربي.

## تطوير
كلف عكاش مبلغ ضخم قدره 125 مليون دولار منذ عام 1984.